# Marie Gutheil-Schoder
Marie Gutheil-Schoder, nata Marie Schoder (Weimar, 16 febbraio 1874 – Ilmenau, 4 ottobre 1935), è stata un soprano tedesco.

## Biografia

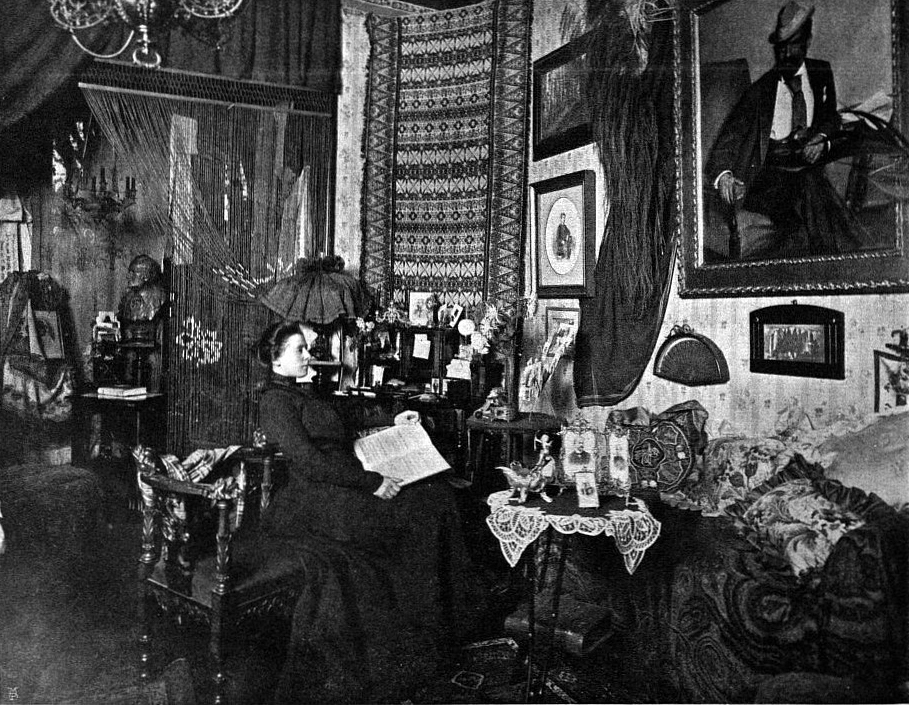
Marie Gutheil-Schoder, nella sua casa viennese, 1901

Nata Marie Schoder a Weimar, nel 1899 sposò Gustav Gutheil, con il quale visse fino alla sua morte nel 1914.
Debuttò nel ruolo secondario della Prima Dama alla Weimar Court Opera ne Il flauto magico nella sua città natale di Weimar nel 1891. Gustav Mahler la ingaggiò per la Wiener Staatsoper nel 1900, dove rimase fino al 1926. Apparve alla Royal Opera House come Ottaviano in Il cavaliere della rosa nel 1913. Uno dei suoi ruoli famosi era la sua interpretazione di una "strana, nietzschiana" Carmen. È stata vista nella première di Vienna del 1914 del balletto di Richard Strauss, Josephslegende come Moglie di Potiphar. Creò Esmeralda nella prima mondiale dell'opera Notre Dame di Franz Schmidt nello stesso anno.
La Gutheil-Schoder creò il ruolo incredibilmente difficile del monodramma di Arnold Schönberg Erwartung nel 1924 a Praga; all'inizio di quell'anno interpretò il suo Pierrot Lunaire. Mahler la definì "un genio musicale" ed era molto apprezzata come musicista e attrice cantante, sebbene sembrasse essere, come scrisse un critico viennese, "la cantante senza una voce". Nella sua carriera successiva, divenne una regista di teatro d'opera.

## Insegnamento
Fu anche una famosa insegnante di canto, uno dei suoi studenti era il mezzosoprano Risë Stevens. Morì all'età di 61 anni, a Ilmenau, in Germania.

## Registrazioni
Nel 1902 registrò per la Gramophone & Typewriter Company Records, a Vienna: furono eseguiti due brani della Carmen, un'aria di Le allegre comari di Windsor e duetti di La Dame Blanche e I racconti di Hoffmann.
Nel 2004 Symposium Records ha pubblicato un Compact Disc intitolato Vienna - The Mahler Years. Sono inclusi i due duetti registrati dalla Gutheil-Schoder (con Franz Naval), insieme alle registrazioni di Selma Kurz, Leo Slezak, Erik Schmedes, Lilli Lehmann, ecc.

## Repertorio
| Ruolo                            | Titolo                          | Autore             |
| -------------------------------- | ------------------------------- | ------------------ |
| Maddalena                        | Il postiglione di Lonjumeau     | Adam               |
| Zerlina                          | Fra Diavolo                     | Auber              |
| Carmen                           | Carmen                          | Bizet              |
| Anna Jenny                       | La dama bianca                  | Boieldieu          |
| Luisa                            | Luisa                           | Charpentier        |
| Marta                            | Tiefland                        | d'Albert           |
| Mélisande                        | Pelléas et Mélisande            | Debussy            |
| Lady Harriet Dunham              | Martha                          | Flotow             |
| Ifigenia                         | Ifigenia in Aulide              | Gluck              |
| La Strega                        | Hansel e Gretel                 | Humperdinck        |
| Marietta                         | La città morta                  | Korngold           |
| Nedda                            | Pagliacci                       | Leoncavallo        |
| Lola Santuzza                    | Cavalleria rusticana            | Mascagni           |
| Baronessa Freimann               | Il bracconiere                  | Lortzing           |
| Manon Lescaut                    | Manon                           | Massenet           |
| Blonde                           | Il ratto dal serraglio          | Mozart             |
| Cherubino Susanna                | Le nozze di Figaro              | Mozart             |
| Donna Elvira                     | Don Giovanni                    | Mozart             |
| Despina                          | Così fan tutte                  | Mozart             |
| Pamina Prima dama                | Il flauto magico                | Mozart             |
| Frau Fluth                       | Le allegre comari di Windsor    | Nicolai            |
| Olympia Antonia Giulietta        | I racconti di Hoffmann          | Offenbach          |
| Serpina                          | La serva padrona                | Pergolesi          |
| Mimì Musetta                     | La bohème                       | Puccini            |
| Esmeralda                        | Notre-Dame                      | Schmidt            |
| Adele                            | Il pipistrello                  | Strauss II, Johann |
| Salomè                           | Salomè                          | Strauss, Richard   |
| Elettra                          | Elettra                         | Strauss, Richard   |
| Ottaviano                        | Il cavaliere della rosa         | Strauss, Richard   |
| Il Compositore                   | Arianna a Nasso                 | Strauss, Richard   |
| L'Imperatrice La moglie di Barak | La donna senz'ombra             | Strauss, Richard   |
| Mignon                           | Mignon                          | Thomas             |
| Alice Ford                       | Falstaff                        | Verdi              |
| Venere                           | Tannhäuser                      | Wagner             |
| Elsa di Brabante                 | Lohengrin                       | Wagner             |
| Freia                            | L'oro del Reno                  | Wagner             |
| Eva                              | I maestri cantori di Norimberga | Wagner             |
| Isotta                           | Tristano e Isotta               | Wagner             |
| Gutrune                          | Il crepuscolo degli dei         | Wagner             |
| Kundry                           | Parsifal                        | Wagner             |
| Susanna                          | Il segreto di Susanna           | Wolf-Ferrari       |
| Bianca                           | Una tragedia fiorentina         | Zemlinsky          |